# Фототріангуляція
Фототріангуляція (рос. фототриангуляция, англ. phototriangulation, aerotriangulation; нім. Phototriangulation f) – метод визначення координат точок місцевості за фотознімками. При цьому аналізують геометричні властивості фотознімків одного або декількох маршрутів. Використовується для створення геодезичної мережі при складанні топографічних карт і вирішенні ряду інж. задач. 
Існують такі види Фототріангуляції: аналітична, аналогова, графічна, аналого-аналітична, блокова (багатомаршрутна), маршрутна, просторова, космічна, космічна маршрутна, космічна блочна, космічна вільна, космічна глобальна, наземна. 